# Hermann Rind
Hermann Rind (* 5. Januar 1939 in Schweinfurt) ist ein deutscher Politiker (FDP).

## Leben
Nach dem Besuch eines humanistischen Gymnasiums und einer Handelsschule absolvierte Hermann Rind eine Berufsausbildung zum Industriekaufmann. Anschließend war er zunächst auch in diesem Beruf tätig; später legte er die Prüfung als Bilanzbuchhalter sowie als Steuerbevollmächtigter und Steuerberater ab, woraufhin er 1968 das väterliche Steuerberatungsbüro übernahm. Rind übt diesen Beruf bis heute aus.
Rind trat 1965 in die FDP ein und gehörte ab 1967 dem Kreisvorstand in Schweinfurt an. Von 1972 bis 1979 führte er dessen Vorsitz. Ab 1968 war er Mitglied des Bezirksvorstands Unterfranken, wobei er 1972 dort stellvertretender Vorsitzender sowie 1975 schließlich Vorsitzender wurde; diese Position behielt er bis 1995. Seitdem ist er Ehrenvorsitzender des Bezirksverbands Unterfranken. Außerdem rückte er 1976 in den Landesvorstand Bayern auf, wo er von 1979 bis 1995  die Position eines stellvertretenden Vorsitzenden innehatte. Überdies saß er zwischen 1986 und 1990 im FDP-Bundesvorstand.
Zwischen 1974 und 1982 war Rind Mitglied des Bezirkstags Unterfranken. Von 1987 bis 1994 übte er sein Mandat im Deutschen Bundestag aus; er wurde zweimal über die Landesliste Bayern ins Parlament gewählt und war dort einer der vier Stellvertreter von Fraktionschef Hermann Otto Solms und ordentliches Mitglied im Finanzausschuss des Deutschen Bundestags. 1994 bis 1995 war Rind Vorsitzender des Finanzausschusses des Deutschen Bundestags.
Rind blieb auch nach seinem Ausscheiden aus dem Bundestag politisch aktiv und war Vorsitzender des Bundesfachausschusses Finanzen und Steuern bis 2010. Rind beteiligte sich in dieser Funktion maßgeblich an dem Konzept einer aus seiner Sicht einfachen und gerechten Einkommensteuer (Berliner Entwurf der FDP 2003). Er ist Ehrenvorsitzender der Vereinigung für Liberale Mittelstandspolitik und war Präsident der Thomas-Dehler-Stiftung bis 2010. Seit vielen Jahren übt er das Amt eines von zwei Rechnungsprüfern der FDP-Bundespartei aus. Von 1997 bis 2016 war er Mitglied des Kuratoriums der Friedrich-Naumann-Stiftung für die Freiheit. Rind war bis 2016 Mitglied im Finanzausschuss der Friedrich-Naumann-Stiftung für die Freiheit.
| Personendaten    | Personendaten                  |
| ---------------- | ------------------------------ |
| NAME             | Rind, Hermann                  |
| KURZBESCHREIBUNG | deutscher Politiker (FDP), MdB |
| GEBURTSDATUM     | 5. Januar 1939                 |
| GEBURTSORT       | Schweinfurt                    |